# Arethusana boabdil
Arethusana boabdil är en fjärilsart som beskrevs av Jules Pièrre Rambur 1938. Arethusana boabdil ingår i släktet Arethusana och familjen praktfjärilar. Inga underarter finns listade i Catalogue of Life.